# 阿諾德·坎特爾
阿諾德·李·坎特爾（英語：Arnold Lee Kanter，1945年2月27日—2010年4月10日），是一位美國外交政策專家，於1993年1月20日午夜擔任過美國代理國務卿，接替前國務卿勞倫斯·伊格爾伯格 。在此之前，他曾於1991年至1993年擔任國務院政治事務次卿。
阿諾德·坎特爾出生於美國芝加哥，是斯考克羅夫特集團的創始成員之一。他於2010年4月因癌症去世。
他與安妮·斯特拉斯曼結婚，育有兩個二子克萊爾和諾亞·坎特爾。